# Roly Sejas
Roly Desiderio Sejas Muñoz (Santa Cruz de la Sierra, Bolivia; 31 de mayo de 1986) es un futbolista boliviano. Juega como centrocampista y su actual equipo es San José de la Primera División de Bolivia.

## Trayectoria

### San José
A mediados de 2012 fue fichado por San José. Hizo su debut el 1 de julio por el torneo Copa Aerosur del Sur en el empate ante Real Potosí 1:1.

## Participaciones internacionales
| Club                  | Año  | Competencia       | Resultado      | PJ | Goles |
| --------------------- | ---- | ----------------- | -------------- | -- | ----- |
| Real Potosí · Bolivia | 2012 | Copa Libertadores | Primera Fase   | 2  | 0     |
| San José · Bolivia    | 2013 | Copa Libertadores | Fase de grupos | 5  | 0     |
| Wilstermann · Bolivia | 2014 | Copa Sudamericana | Primera fase   | 2  | 0     |
| Blooming · Bolivia    | 2016 | Copa Sudamericana | Primera Fase   | 3  | 0     |
| San José · Bolivia    | 2020 | Copa Libertadores | Primera Fase   | 2  | 0     |

## Clubes
| Club              | País    | Año               |
| ----------------- | ------- | ----------------- |
| Oriente Petrolero | Bolivia | 2004 - 2005       |
| Guabirá           | Bolivia | 2005 - 2008       |
| Nacional Potosí   | Bolivia | 2008 - 2009       |
| La Paz F. C.      | Bolivia | 2009 - 2010       |
| Real Potosí       | Bolivia | 2011 - 2012       |
| San José          | Bolivia | 2012 - 2014       |
| Jorge Wilstermann | Bolivia | 2014 - 2015       |
| Blooming          | Bolivia | 2015 - 2017       |
| Oriente Petrolero | Bolivia | 2017 - 2018       |
| Destroyers        | Bolivia | 2019              |
| San José          | Bolivia | 2020              |
| Nueva Santa Cruz  | Bolivia | 2021 - Actualidad |